# Instytut Zarządzania Uniwersytetu Pomorskiego w Słupsku
Instytut Zarządzania Uniwersytetu Pomorskiego w Słupsku – jedna z 11 jednostek dydaktycznych Uniwersytetu Pomorskiego w Słupsku.

## Historia
Instytut Zarządzania powstał w 2023 roku wskutek przekształcenia Katedry Zarządzania w osobny Instytut.

## Kierunki kształcenia
Dostępne kierunki:
- Logistyka (studia I stopnia)
- Zarządzanie (studia I i II stopnia)

## Władze Instytutu
W kadencji 2024–2028:
| Stanowisko                                     | Imię i nazwisko              |
| ---------------------------------------------- | ---------------------------- |
| Dyrektor                                       | dr Ewa Matuska               |
| Zastępca Dyrektora ds. kształcenia i studentów | dr Arkadiusz Gryko           |
| Zastępca Dyrektora ds. nauki                   | dr hab. Włodzimierz Strelcow |

## Struktura organizacyjna
| Zakład                                  | Kierownik                       |
| --------------------------------------- | ------------------------------- |
| Zakład Organizacji i Zarządzania        | dr hab. Włodzimierz Strelcow    |
| Zakład Logistyki i Innowacji            | prof. dr hab. Piotr Niedzielski |
| Zakład Systemów Logistycznych           | dr Wiesław Staniuk              |
| Zakład Ekonomii i Finansów              | prof. dr hab. Magdalena Zioło   |
| Zakład Marketingu i Komunikacji         | dr Arkadiusz Gryko              |
| Zakład Zarządzania Kapitałem Społecznym | dr Irena Figurska               |